# Jan Mertka
Jan Mertka (ur. 27 lipca 1899 w Przygodzicach, zm. 27 grudnia 1918 w Szczypiornie) – polski robotnik, pierwszy poległy powstaniec wielkopolski.

## Życiorys
W poszukiwaniu pracy wyemigrował do Westfalii, gdzie pracował w piekarni i w fabrykach (m.in. w Bochum) jako monter-elektryk. 
Aktywnie angażował się w prace polskich towarzystw młodzieżowych w Niemczech. Podczas I wojny światowej został wcielony do armii pruskiej w Chociebużu. 
W 1918 wstąpił do I Batalionu Pogranicznego, stacjonującego w Szczypiornie, sformowanego w Kaliszu, m.in. z żołnierzy funkcjonującego w Republice Ostrowskiej I Pułku Polskiego z Ostrowa Wielkopolskiego, rozwiązanego na rozkaz Naczelnej Rady Ludowej w Poznaniu.
27 grudnia, w dniu wybuchu powstania, Jan Mertka odbywał służbę patrolową w Szczypiornie. Poległ podczas ostrzału ze strony niemieckiej, około godziny 11.30. W odpowiedzi powstańcy zajęli Boczków, który stał się pierwszą w całości wyzwoloną miejscowością w Poznańskiem.
Za pierwszego poległego powstańca wielkopolskiego część historyków uznaje postrzelonego śmiertelnie w Poznaniu około 6 godzin po Janie Mertce Franciszka Ratajczaka.

## Upamiętnienie
Pochowano go wśród innych powstańców na Nowym Cmentarzu na Wenecji w Ostrowie. Uhonorowany pomnikiem w Boczkowie, tablicą pamiątkową w Przygodzicach oraz ulicą w Ostrowie, Przygodzicach i Nowych Skalmierzycach. 

## Galeria

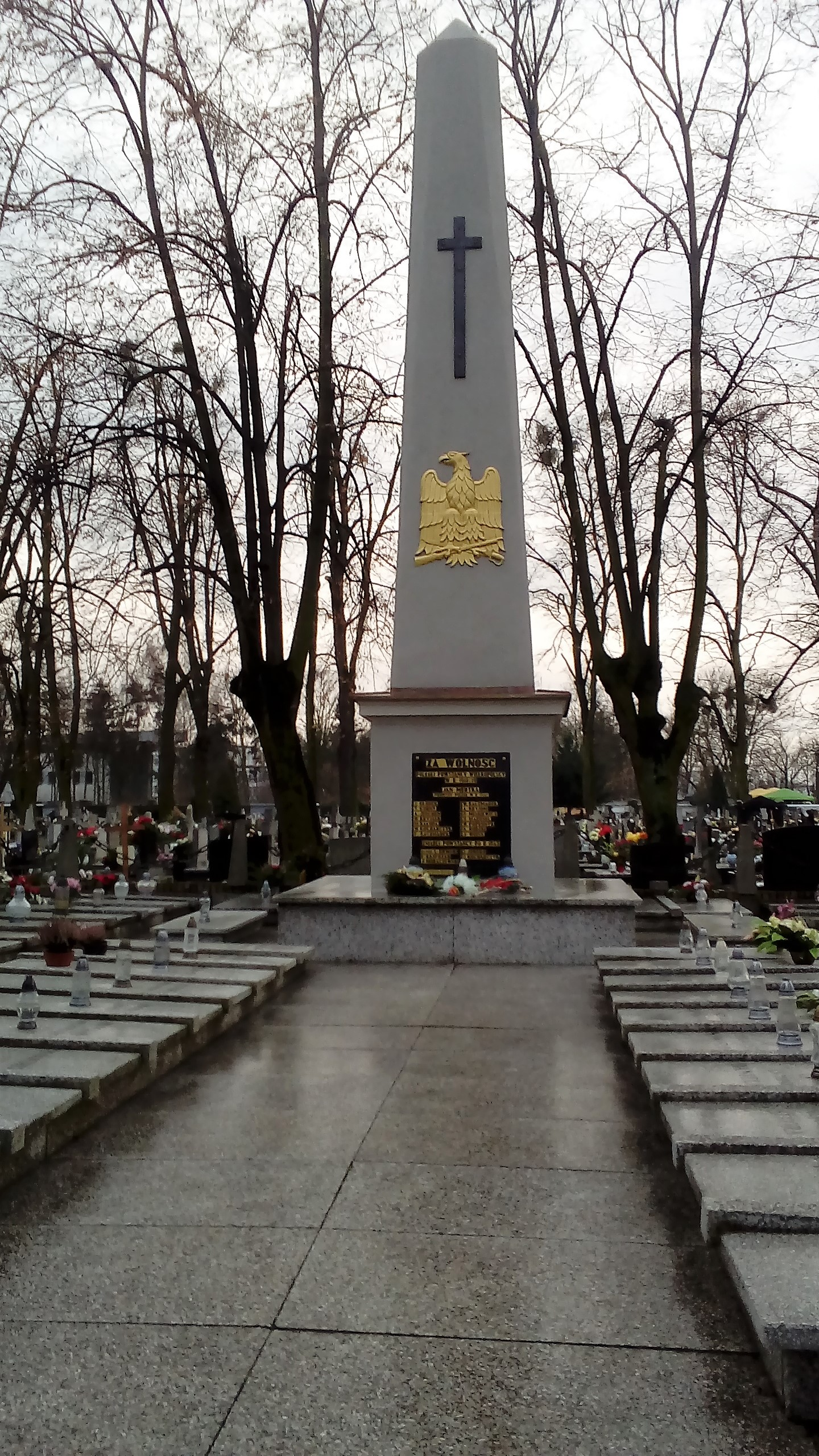
Kwatera grobów uczestników powstania wielkopolskiego. Miejsce spoczynku Jana Mertki.
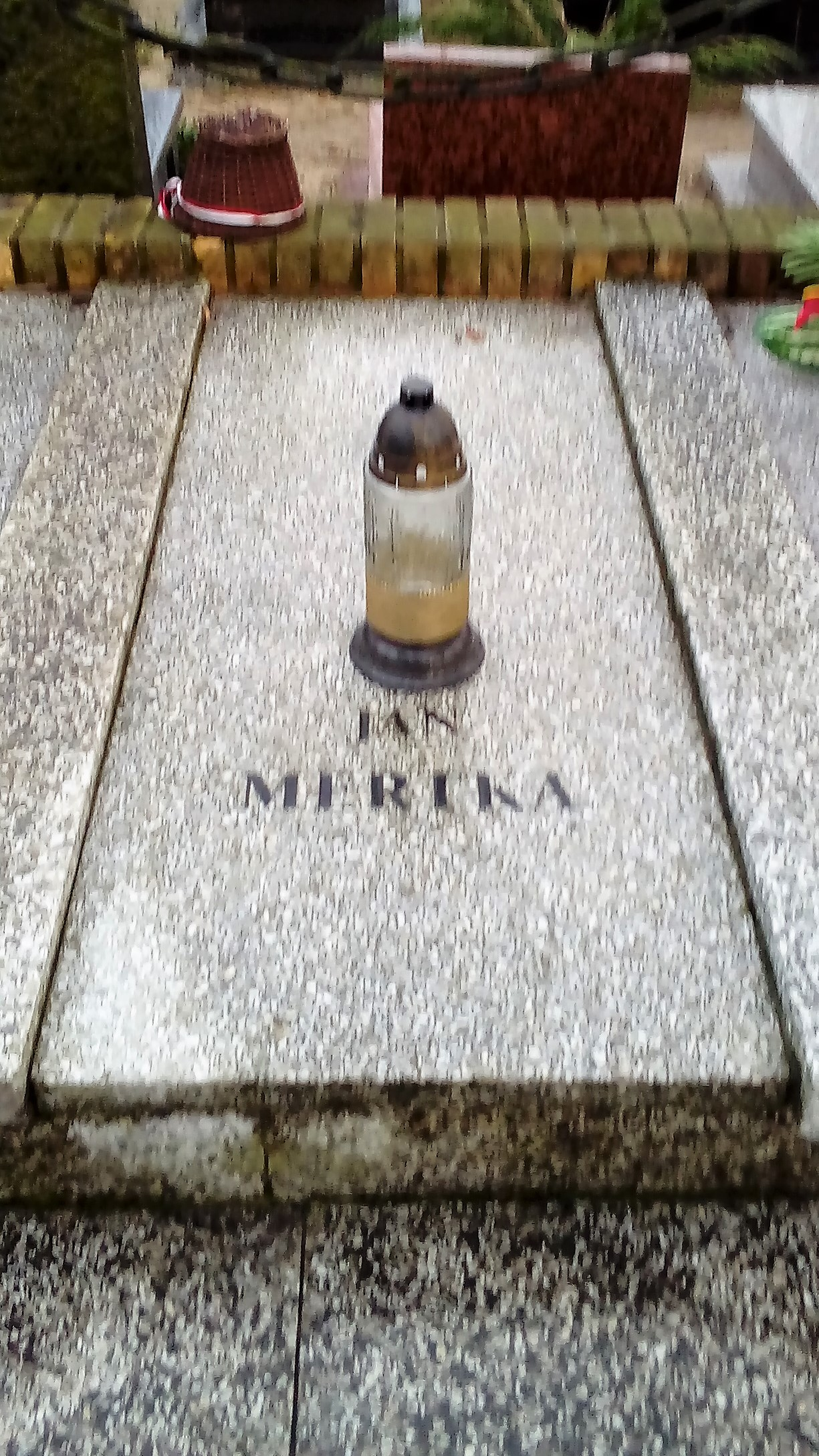
Miejsce spoczynku Jana Mertki.
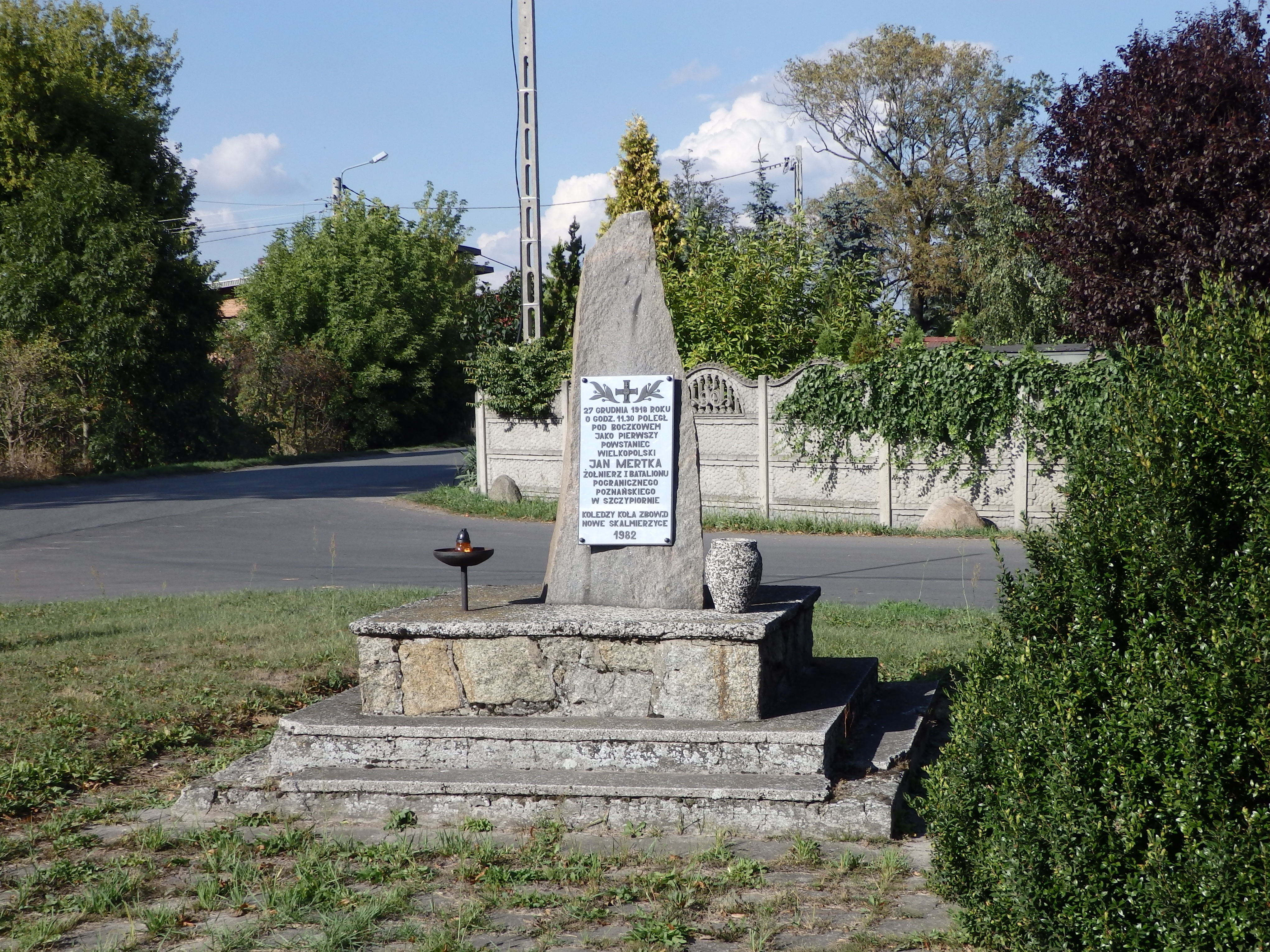
Pomnik Jana Mertki w Boczkowie.
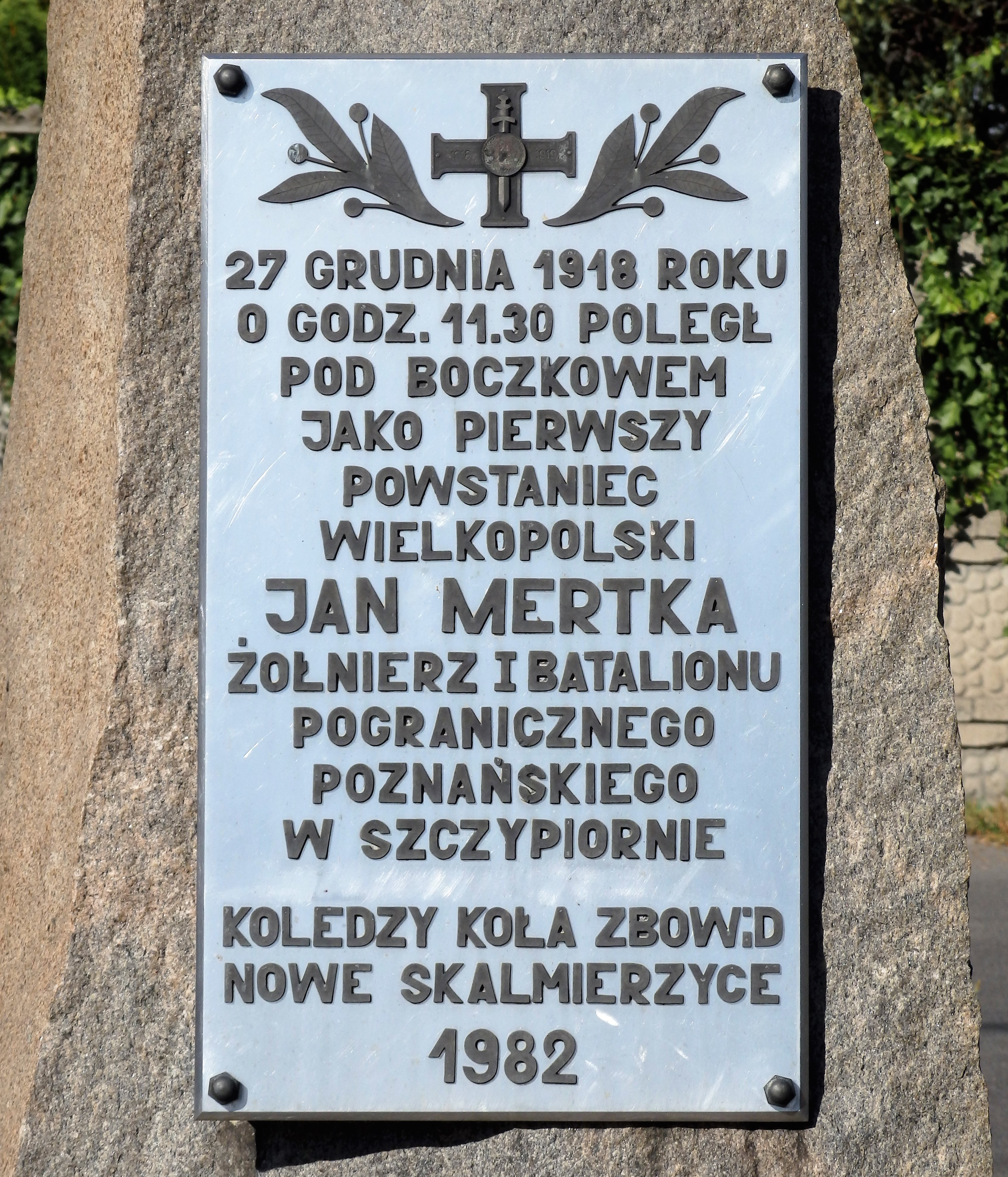
Tablica upamiętniająca w Boczkowie.
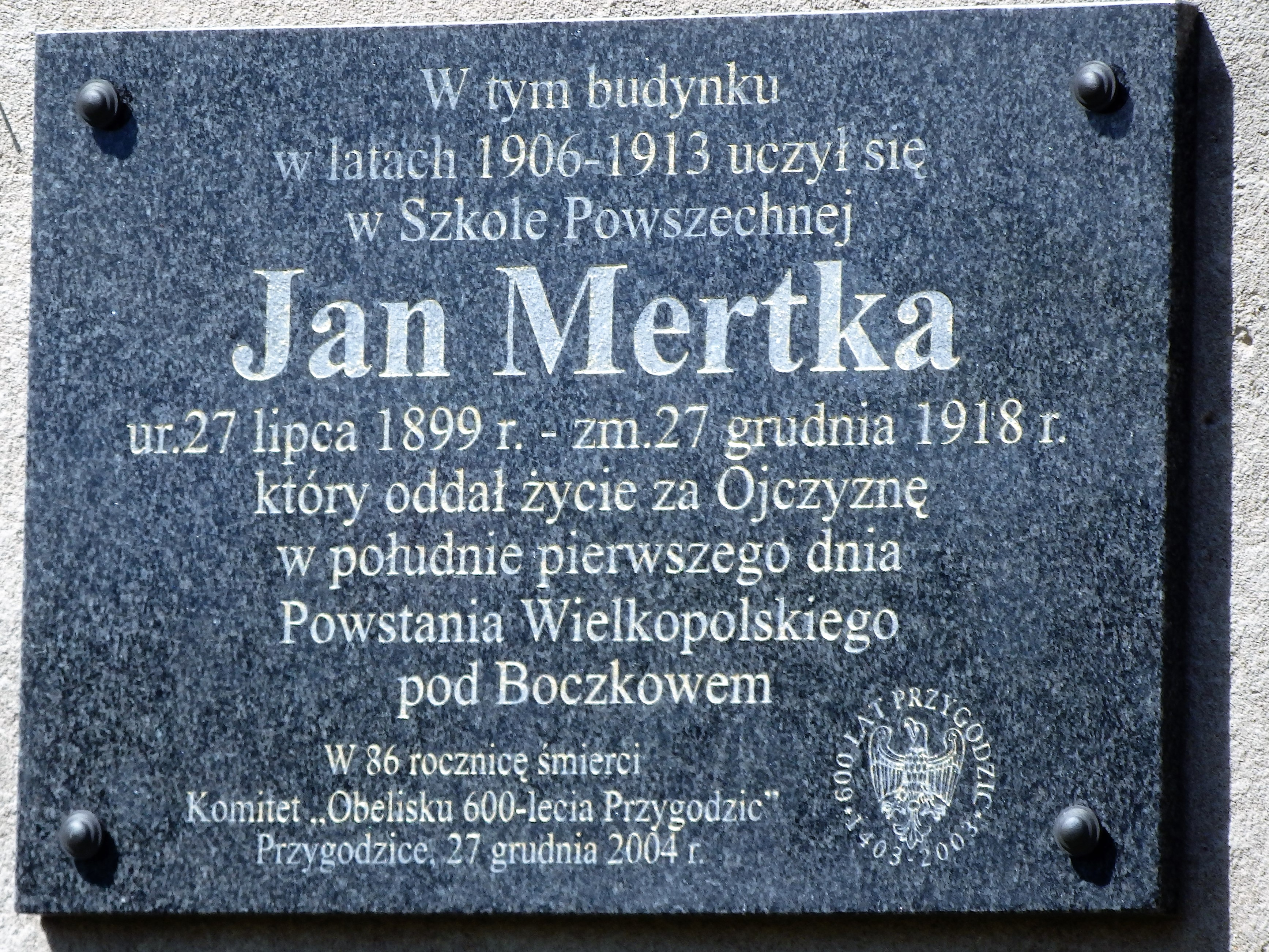
Tablica upamiętniająca w Przygodzicach.
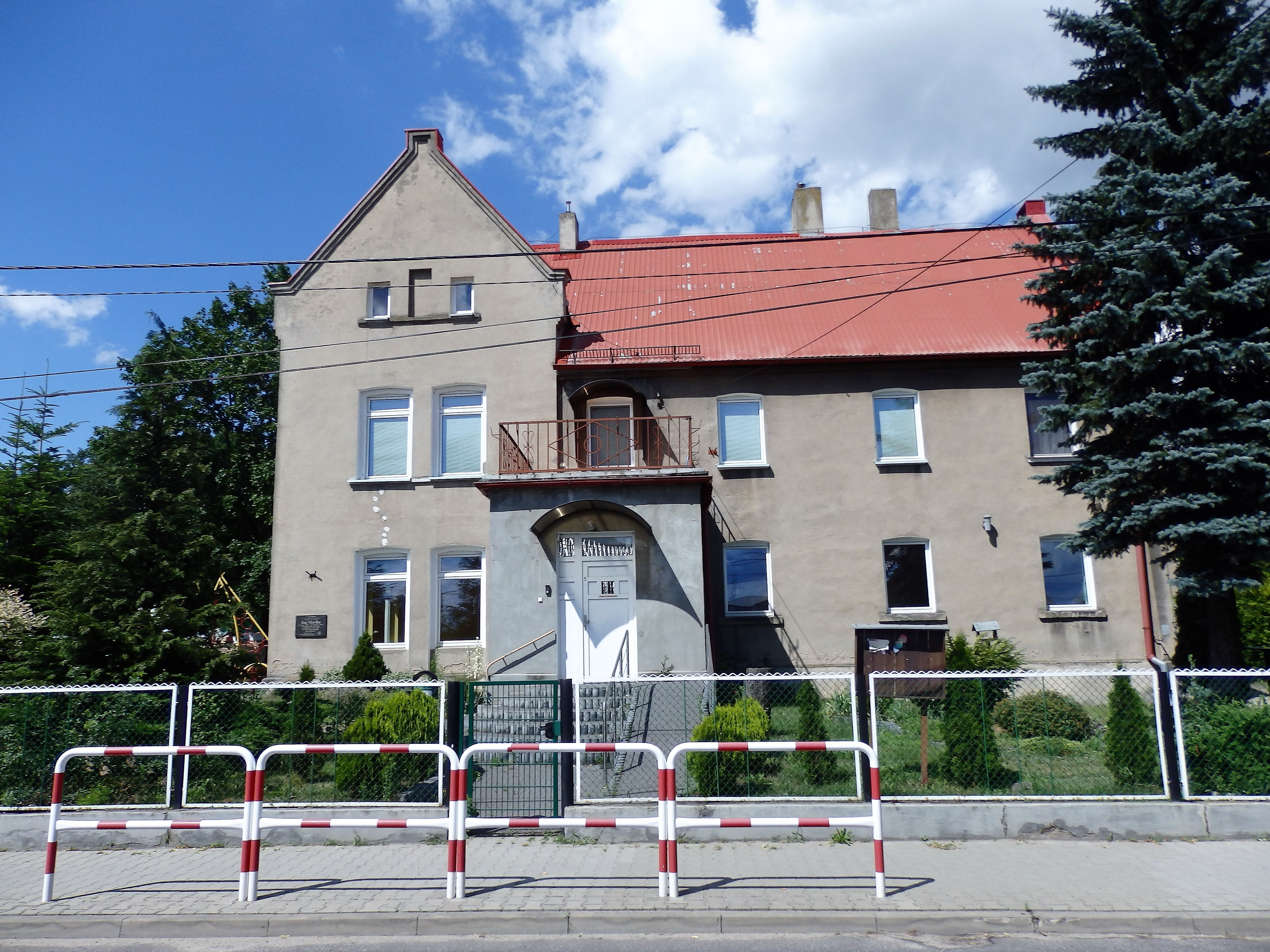
Budynek w Przygodzicach gdzie uczył się Jan Mertka.
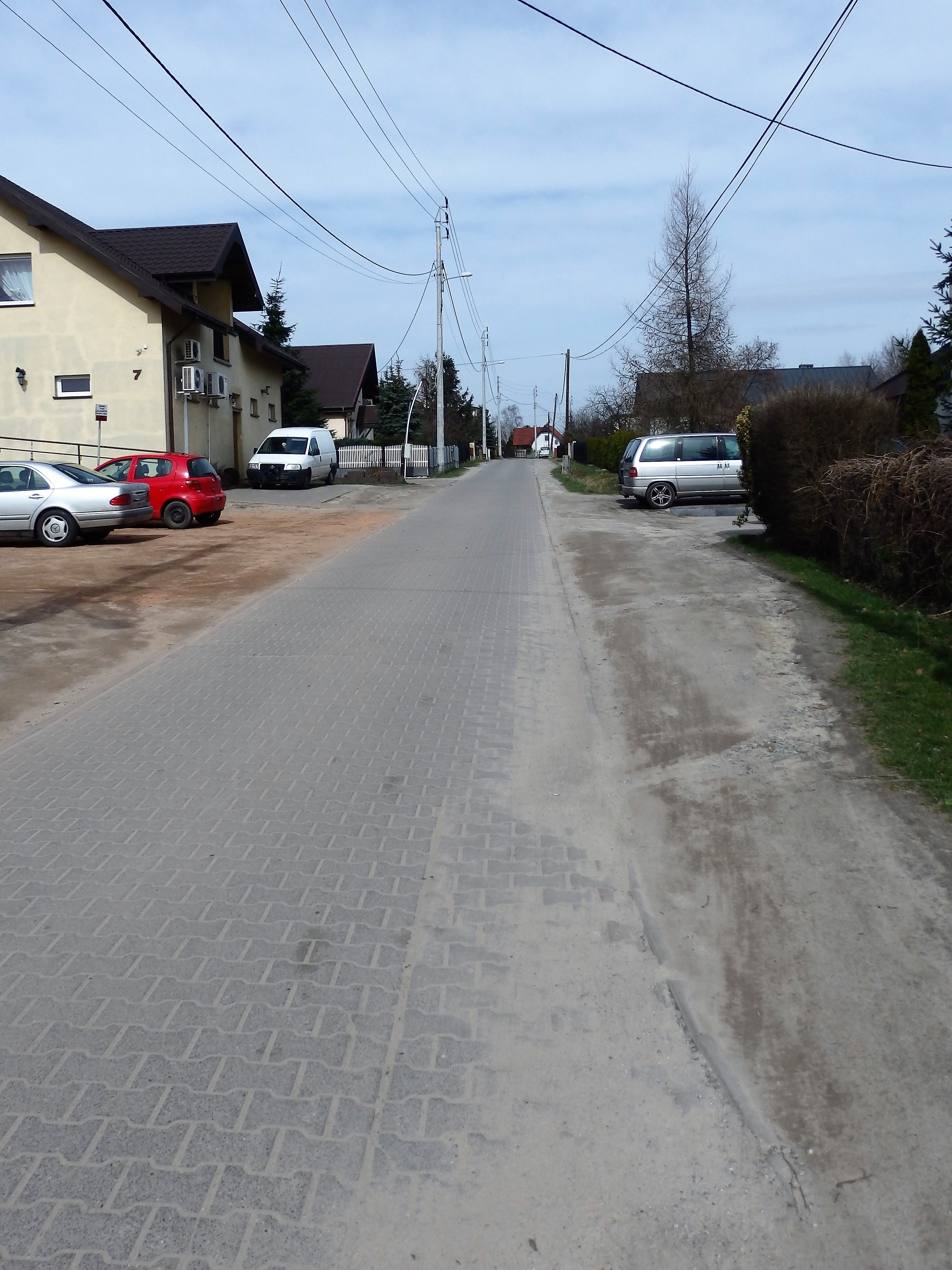
Ulica Jana Mertki w Przygodzicach.
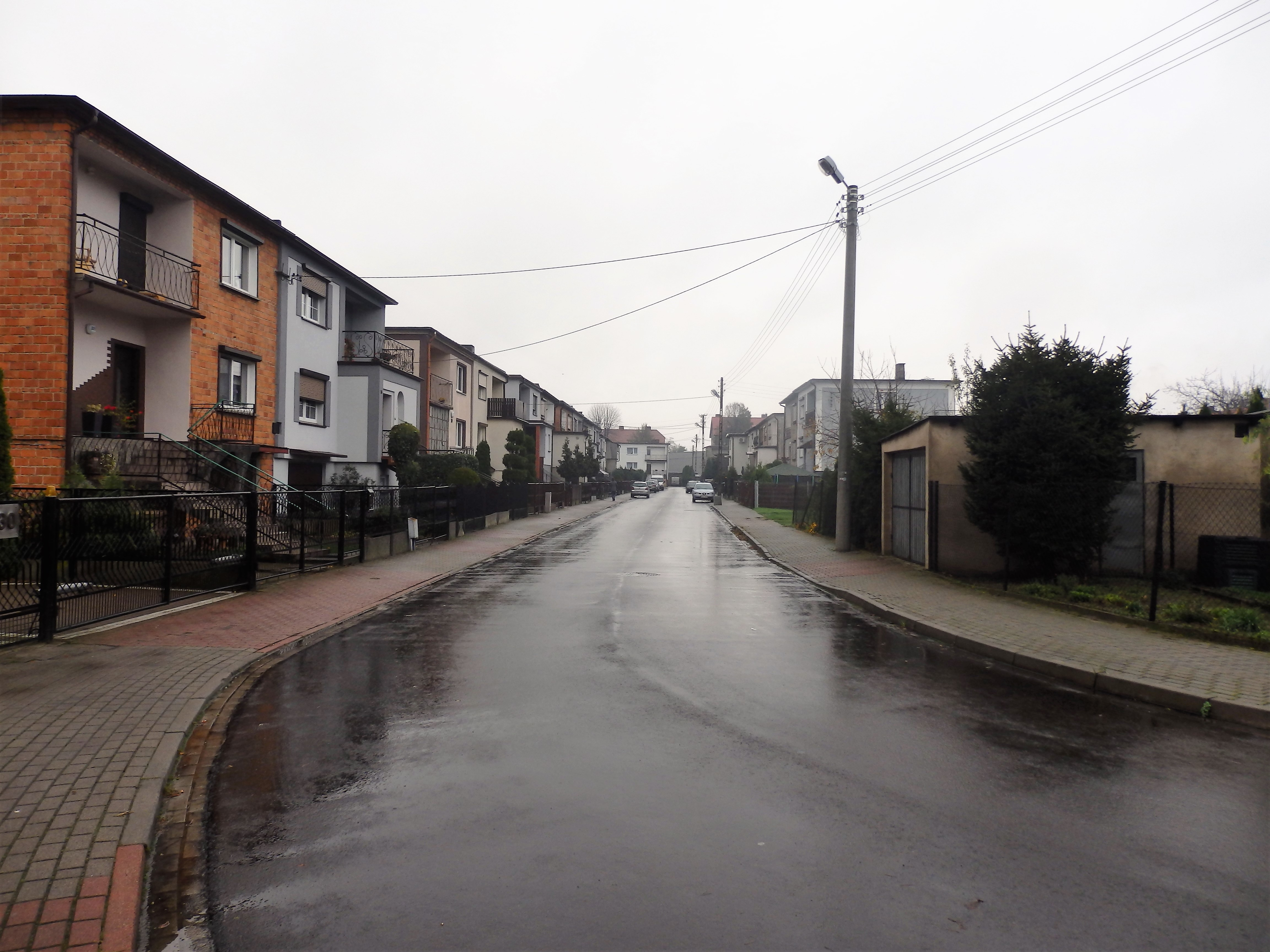
Ulica Jana Mertki w Nowych Skalmierzycach.
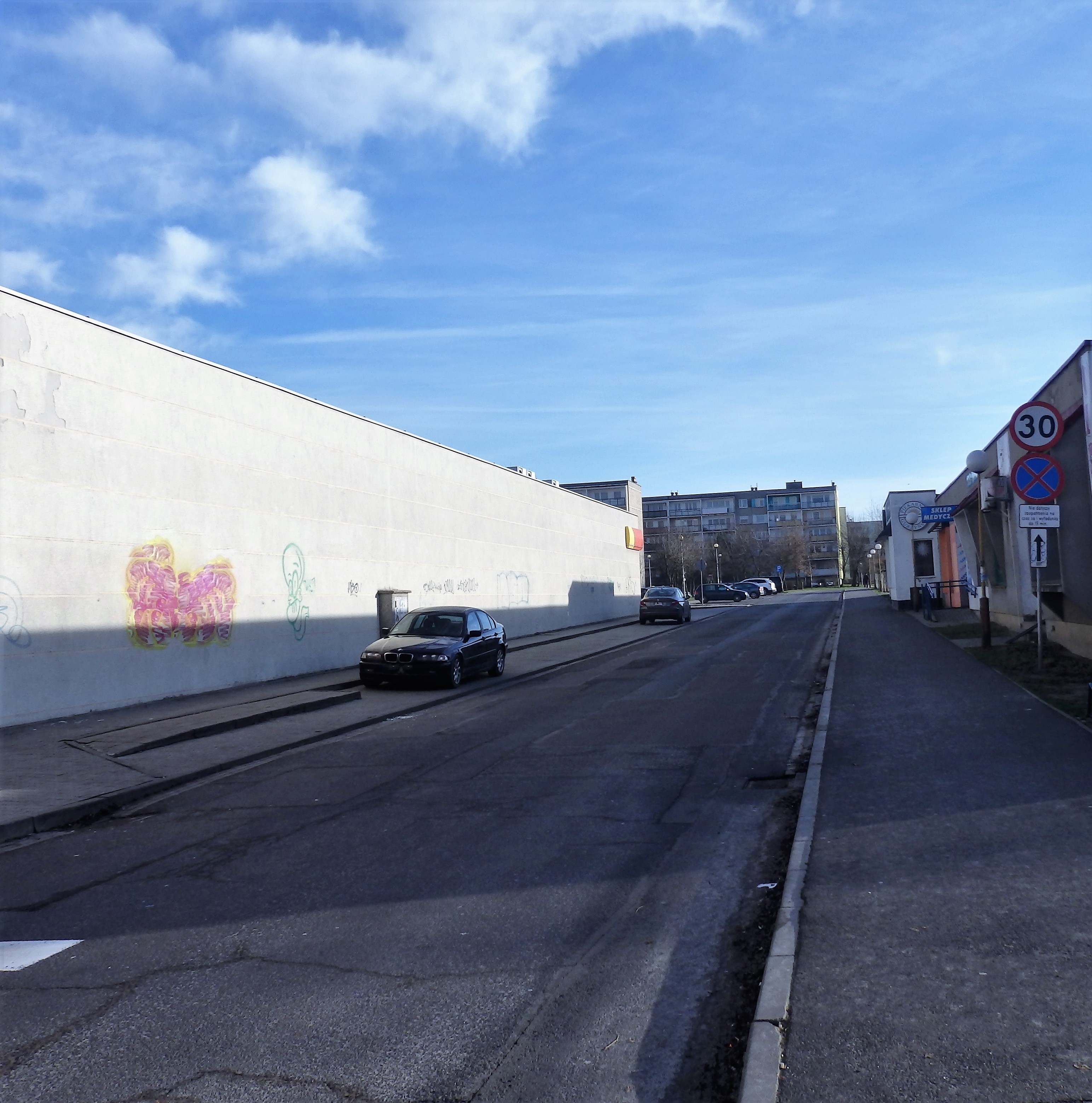
Ulica Jana Mertki w Ostrowie Wielkopolskim.
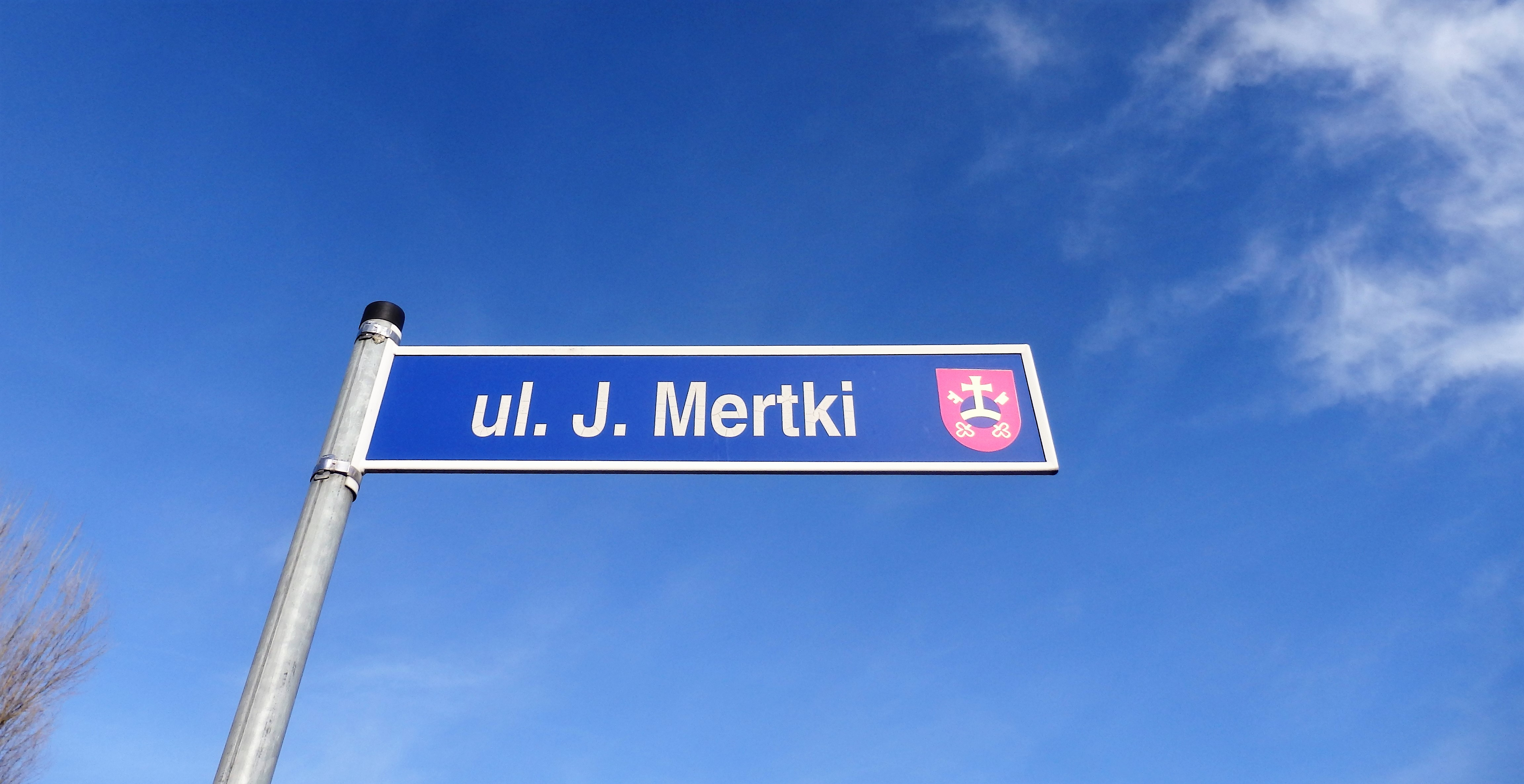
Tablica ulicy w Ostrowie Wielkopolskim.